# Giovanni Antonio Boltraffio

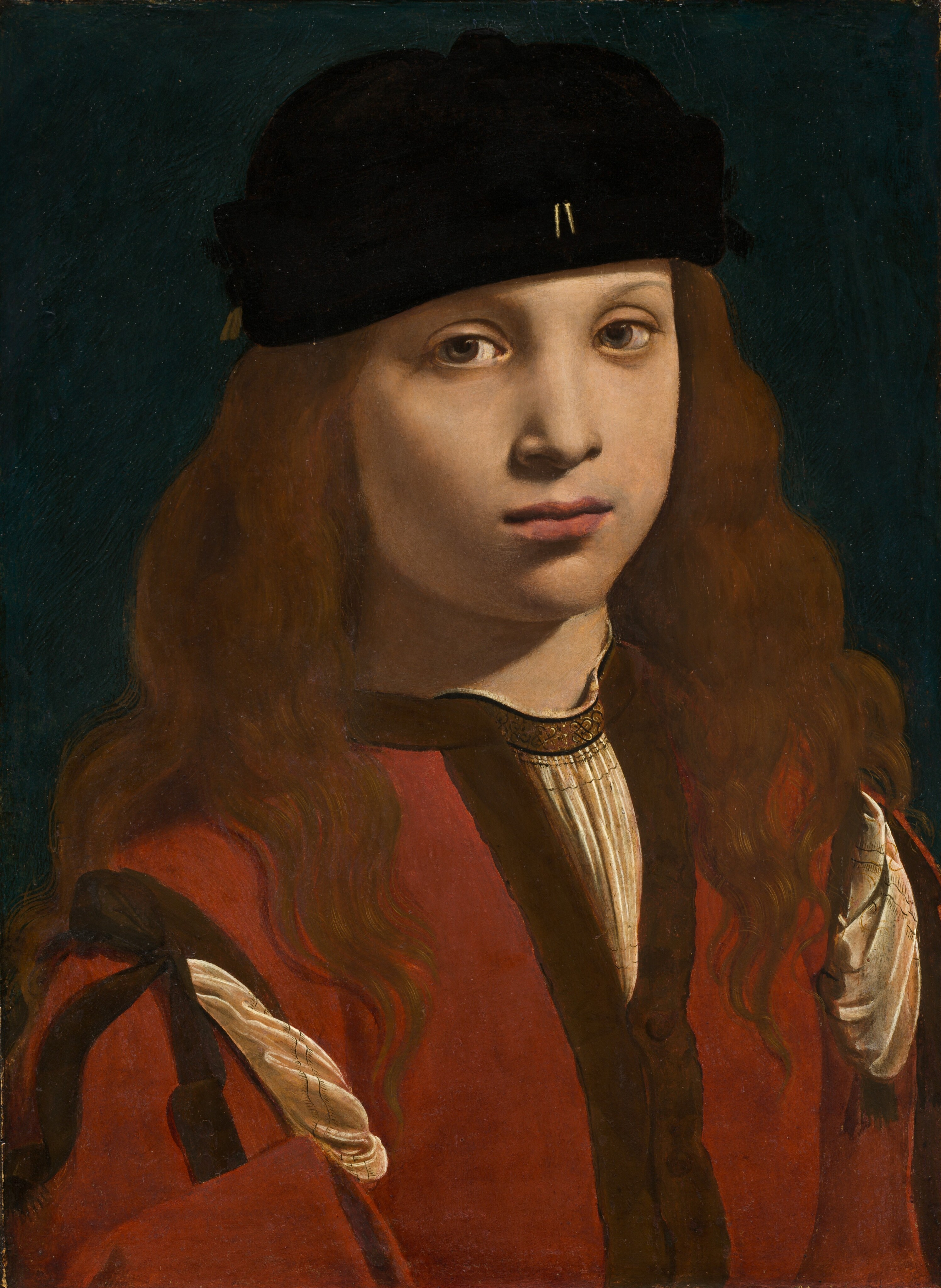
Retrato de un joven, 1495-1498 (National Gallery of Art, Washington D. C.).

Giovanni Antonio Boltraffio (Milán, 1467-1516) fue un pintor italiano del Renacimiento, en concreto, discípulo de Leonardo da Vinci, con quien trabajó desde 1491 hasta 1498, cuando se independizó.
De acuerdo con Giorgio Vasari, Boltraffio nació en el seno de una familia acaudalada, lo que le permitió gozar de cierta independencia económica como pintor. En sus primeras obras podemos encontrar huellas de Vincenzo Foppa y Bernardino Zenale, aunque posteriormente de Bramantino y, sobre todo, de su maestro Leonardo, tras haber sido llamado a residir en la corte de Ludovico Sforza en Milán. Vasari lo cita entre los discípulos de Leonardo y, seguramente, se trate del «Giannantonio» que Leonardo anotó en 1491 en uno de sus documentos (Instituto de Francia, París), en el cual, dice que le entregó un lápiz de plata. 
En torno al año 1500, Boltraffio viajó a Bolonia, donde recibió el encargo de pintar el altar de la Iglesia de Santa Maria della Misericordiase (Musée du Louvre, París); allí se dejó influir por Perugino y Francesco Francia. De vuelta en Milán, en 1502, la congregación de Santa María presso San Sátiro le encargó una Santa Bárbara (Gemäldegalerie, Berlín), en la que confluyen las ideas desarrolladas en Bolonia con otras nuevas, procedentes de artistas como Bramantino y Andrea Solario. Su permanencia en la ciudad la confirma un documento de 1503, que incluye a Boltraffio entre los miembros del jurado encargado de decidir sobre los trabajos presentados para la puerta del transepto norte de la Catedral de Milán. Tenía su residencia en el barrio milanés de  san Paolo in Compedo.

## Obra artística

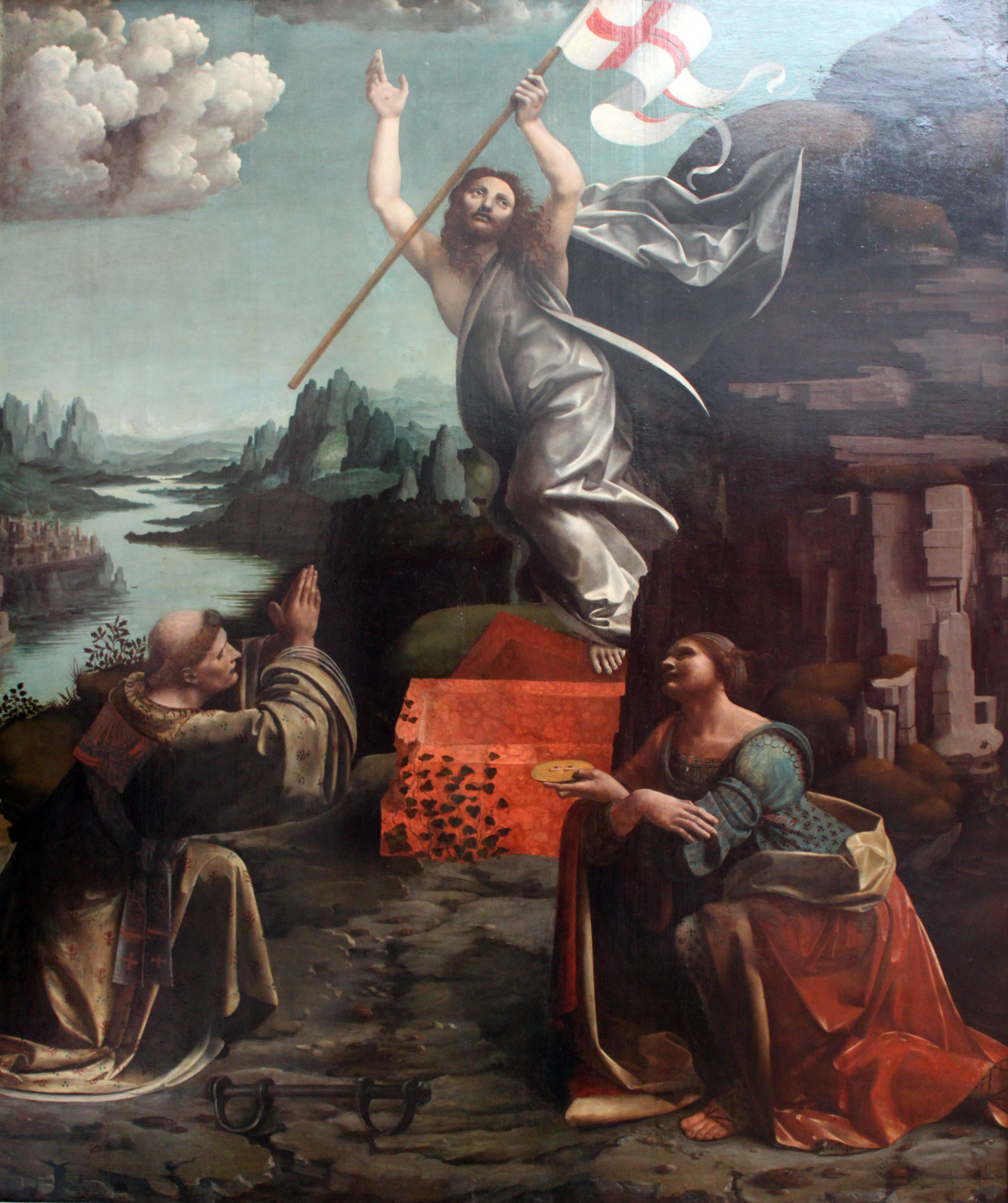
Cristo con San Leonardo de Noblat y Lucía, c. 1492

Boltraffio fue uno de los más dotados discípulos milaneses de Leonardo. A pesar de que recibió muchísimas influencias de diferentes artistas, especialmente de Leonardo, Boltraffio logró crear un estilo personal propio, caracterizado por un dibujo preciso y marcado, así como por unos sugestivos coloridos. Aunque no llegó a copiar directamente las composiciones de su maestro, sí que se inspiró en muchas de sus pinturas y dibujos para realizar sus propias obras, como queda evidenciado en el Salvador adolescente (Museo Lázaro Galdiano, Madrid), realizado a partir de un prototipo perdido de Leonardo.
Otras obras destacadas del artista son la Pala Casio (Musée du Louvre, París), realizada para la Iglesia de Santa Maria della Misericordia en Bolonia en torno al año 1500 y citada por Vasari, o La Virgen y el Niño con san Juan Bautista y un donante (Szépmüvészeti Múzeum, Budapest), ejecutada en 1508 para la capilla Da Ponte de la Catedral de Lodi, siendo su última obra documentada. Incluso, la alta calidad de la obra de Boltraffio ha llevado a los expertos a atriburle, en colaboración con Leonardo, la conocida Madonna Litta del maestro (Hermitage, San Petersburgo).
Boltraffio también fue un destacado y hábil retratista, destacando, entre otros retratos, el de Francesco Melzi, también alumno de Leonardo (Biblioteca Ambrosiana, Milán), así como de diferentes miembros de la familia Sforza.

## Galería de obras

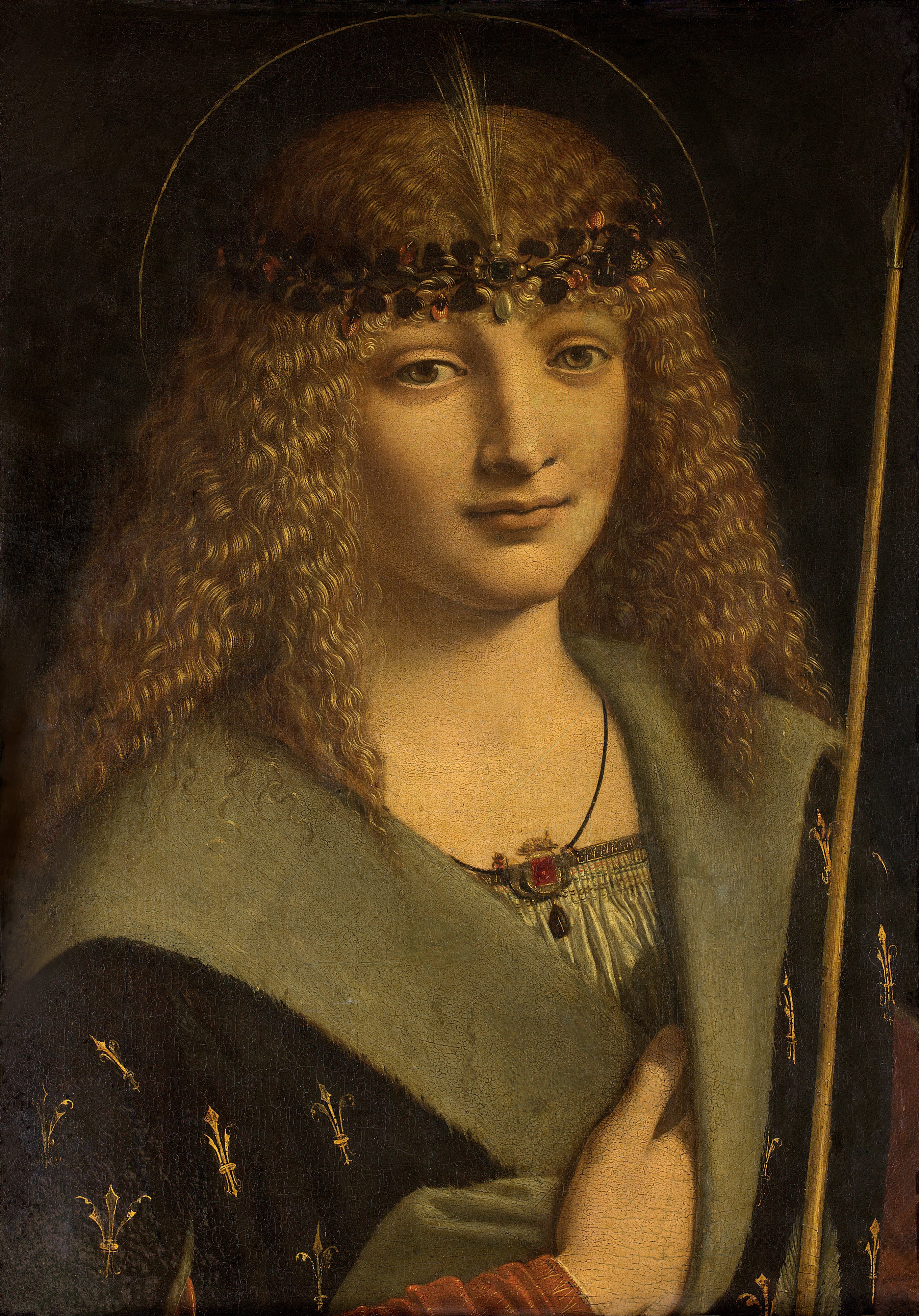
Retrato de un joven como San Sebastián, finales del siglo XV (Museo Pushkin, Moscú).
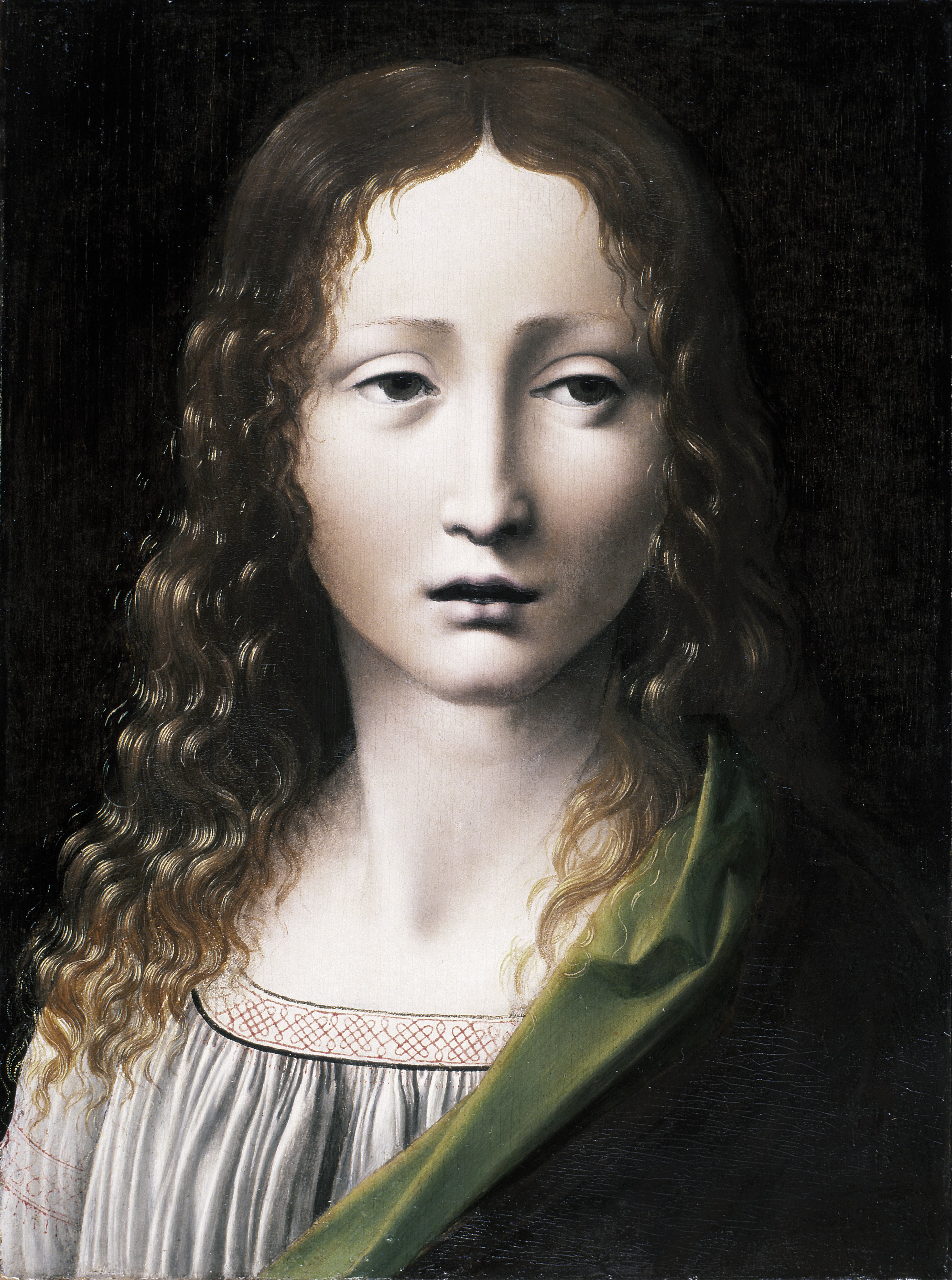
El Salvador adolescente, hacia 1495 (Museo Lázaro Galdiano, Madrid). Atribución.[nota 2]
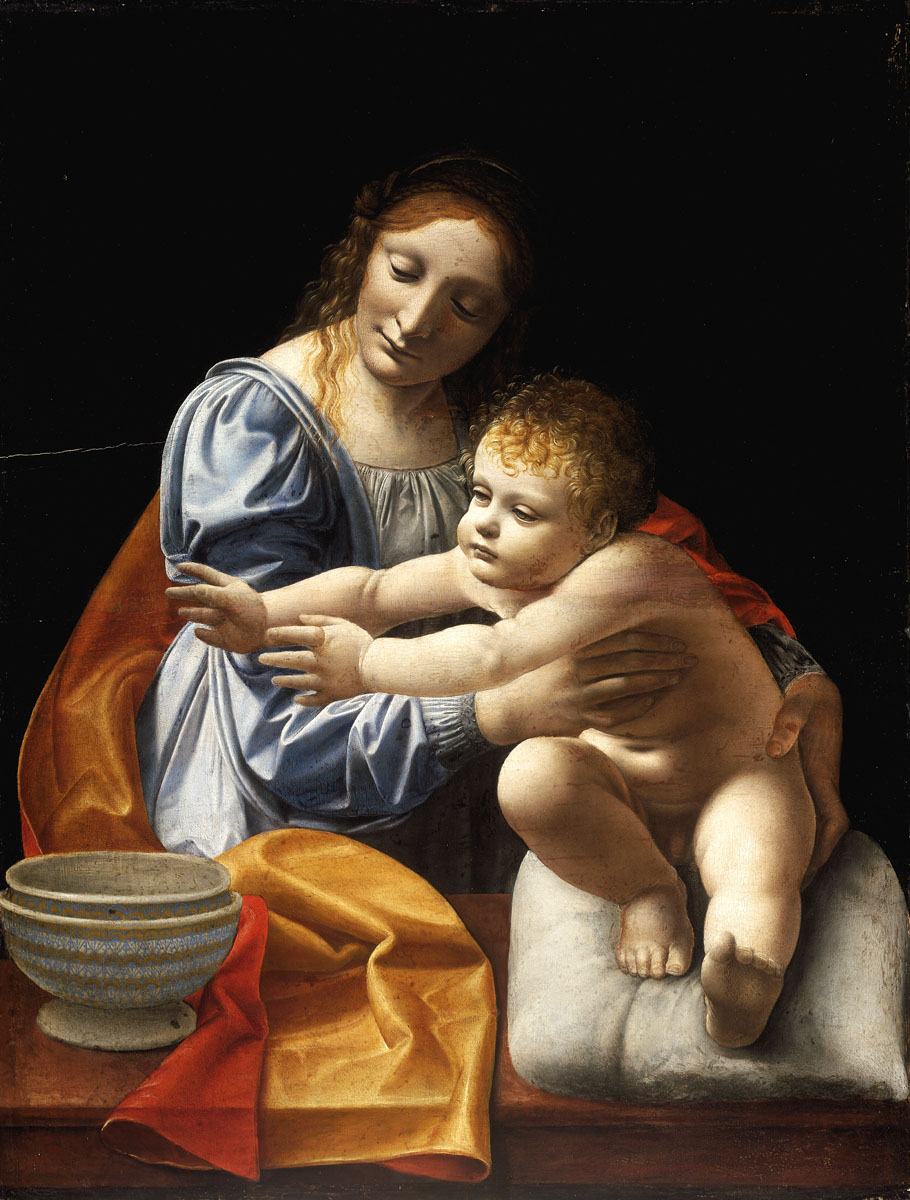
La Virgen con el niño, 1495-1496 (Szépmüvészeti Múzeum, Budapest).
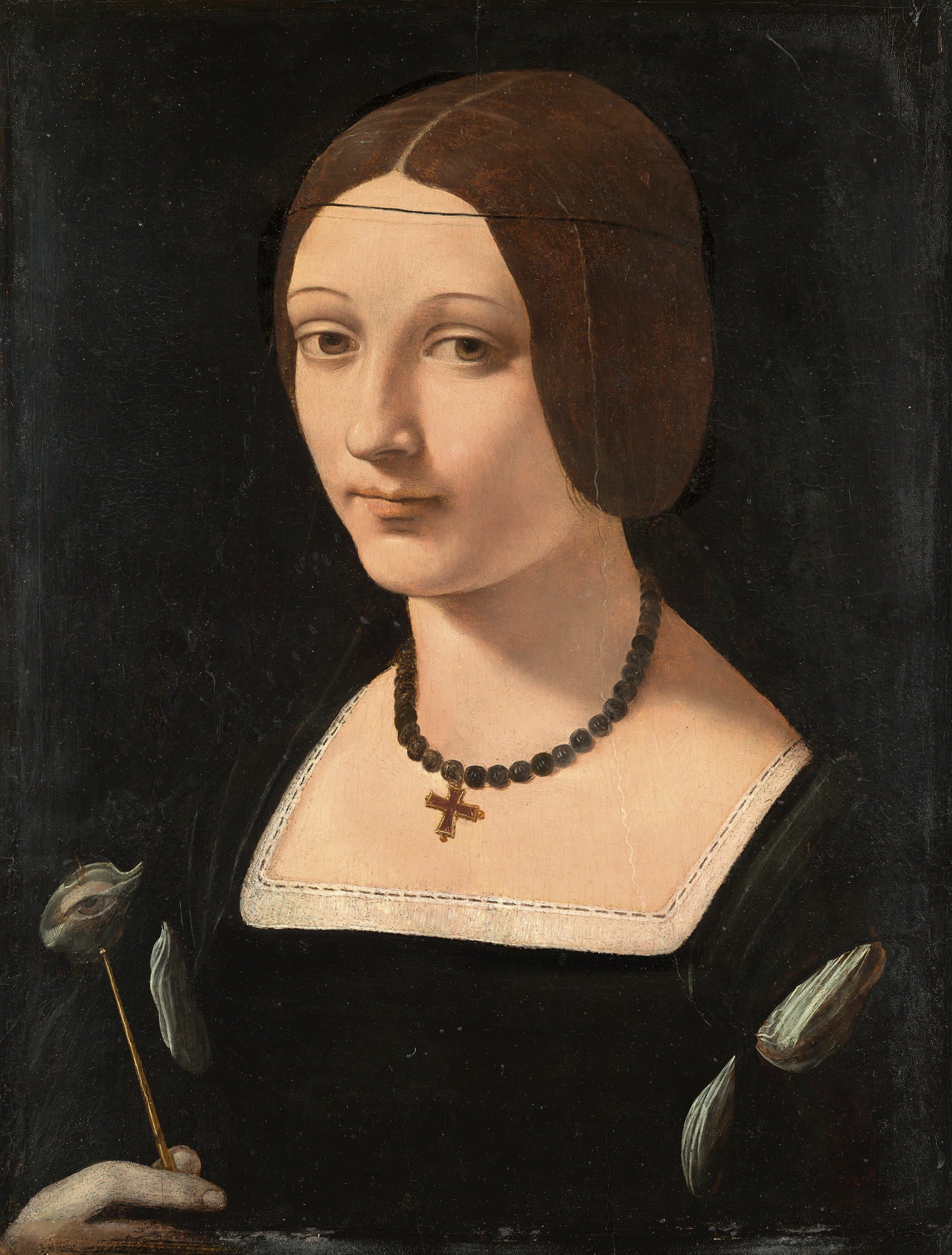
Retrato de dama como Santa Lucía, hacia 1509 (Museo Nacional Thyssen-Bornemisza, Madrid).
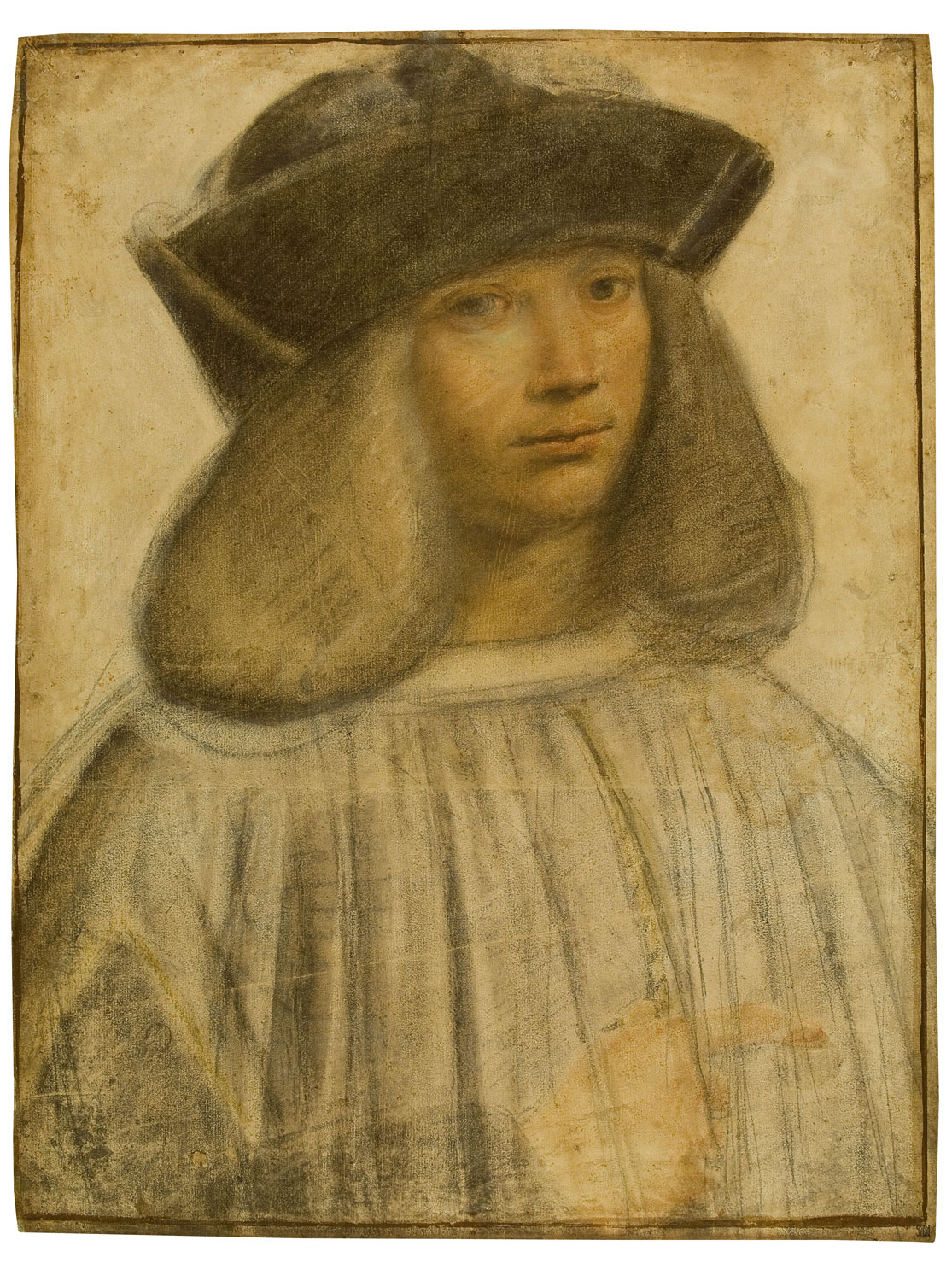
Retrato de Francesco Melzi, 1510-1511 (Biblioteca Ambrosiana, Milán).